# Orlosup palmový

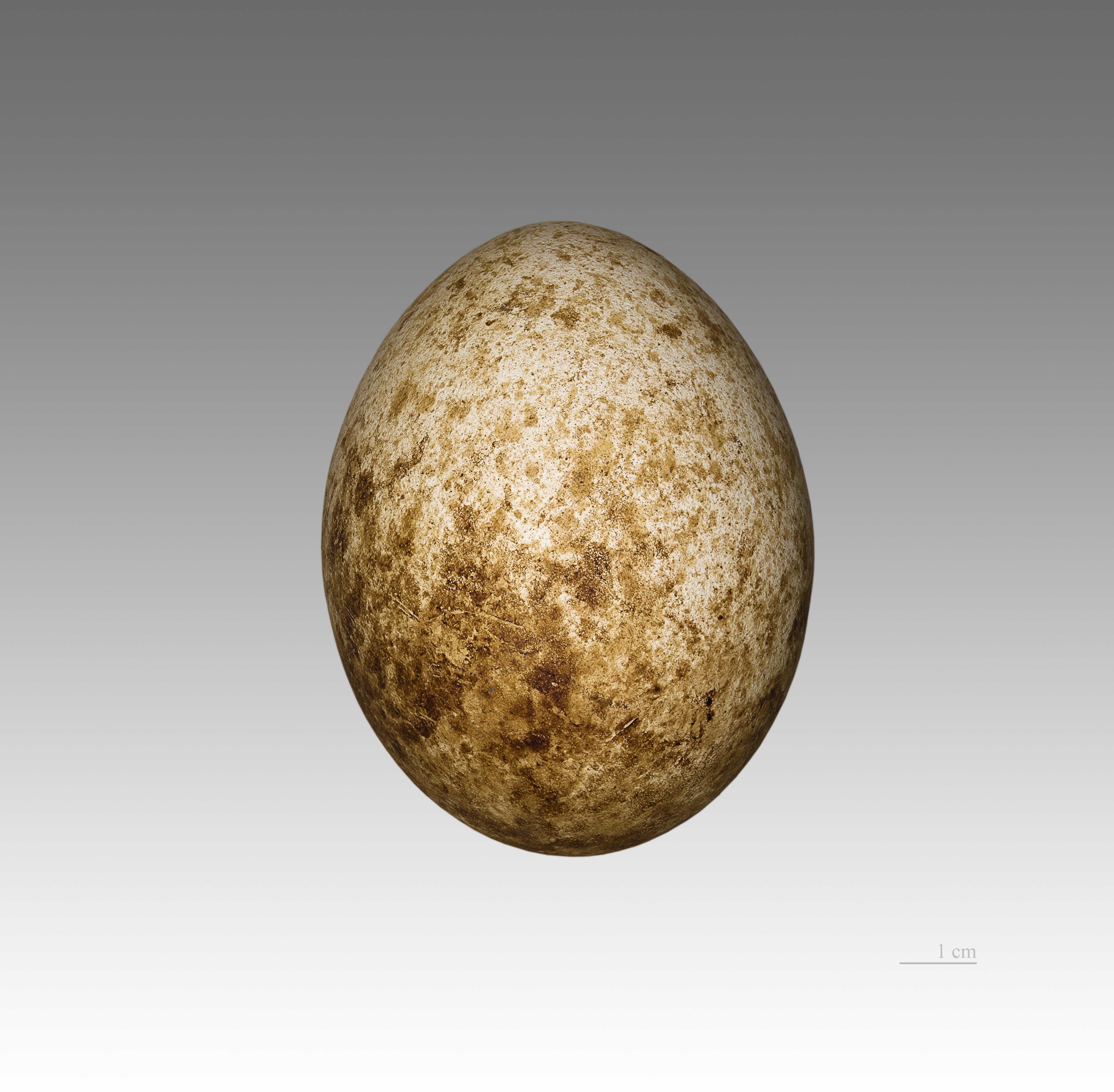
Vejce orlosupa palmového

Orlosup palmový (Gypohierax angolensis) je dravec patřící do čeledi jestřábovitých. Vyskytuje se na západě a středu Afriky (od Senegalu po jih Súdánu,jižně po Angolu a severní Zambii). Příležitostně byl zaznamenán více na jihu. Objevuje se také v některých východních pobřežních oblastech Afriky od Keni po Mosambik. Dosahuje velikosti přibližně 60 cm. Žije v zalesněných oblastech, často blízko palem. Mezi jeho potravu patří především plody palmy olejné, částečně pak drobní živočichové, zvláště krabi, měkkýši, žáby, ještěrky a ryby.
Orlosup palmový je černobílého zbarvení s černým opeřením na zádech a křídlech a také u kořene ocasu, který je krátký a zaoblený. Na obličeji mají místa s holou červenorůžovou kůží. Dlouhý, ale poměrně tenký zobák má barvu rohoviny, nohy jsou nažloutlé. Samice jsou výrazně těžší než samci. Mladí ptáci jsou nahnědlí a černí, s našedlou kůží a obličeji, tmavým zobákem a nohama; bílé peří tvoří pouze druh před černými letkami na spodku křídel. Samice klade jedno vejce, které je bílé s tmavě hnědými a šeříkovými skvrnami.